# كأس بيرو 2014
كأس بيرو 2014 (بالإسبانية: Torneo del Inca 2014)‏ هو الموسم 2 من كأس بيرو. كان عدد الأندية المشاركة فيه 16، وفاز فيه أليانزا ليما.